# Lincoln Square (Manhattan)

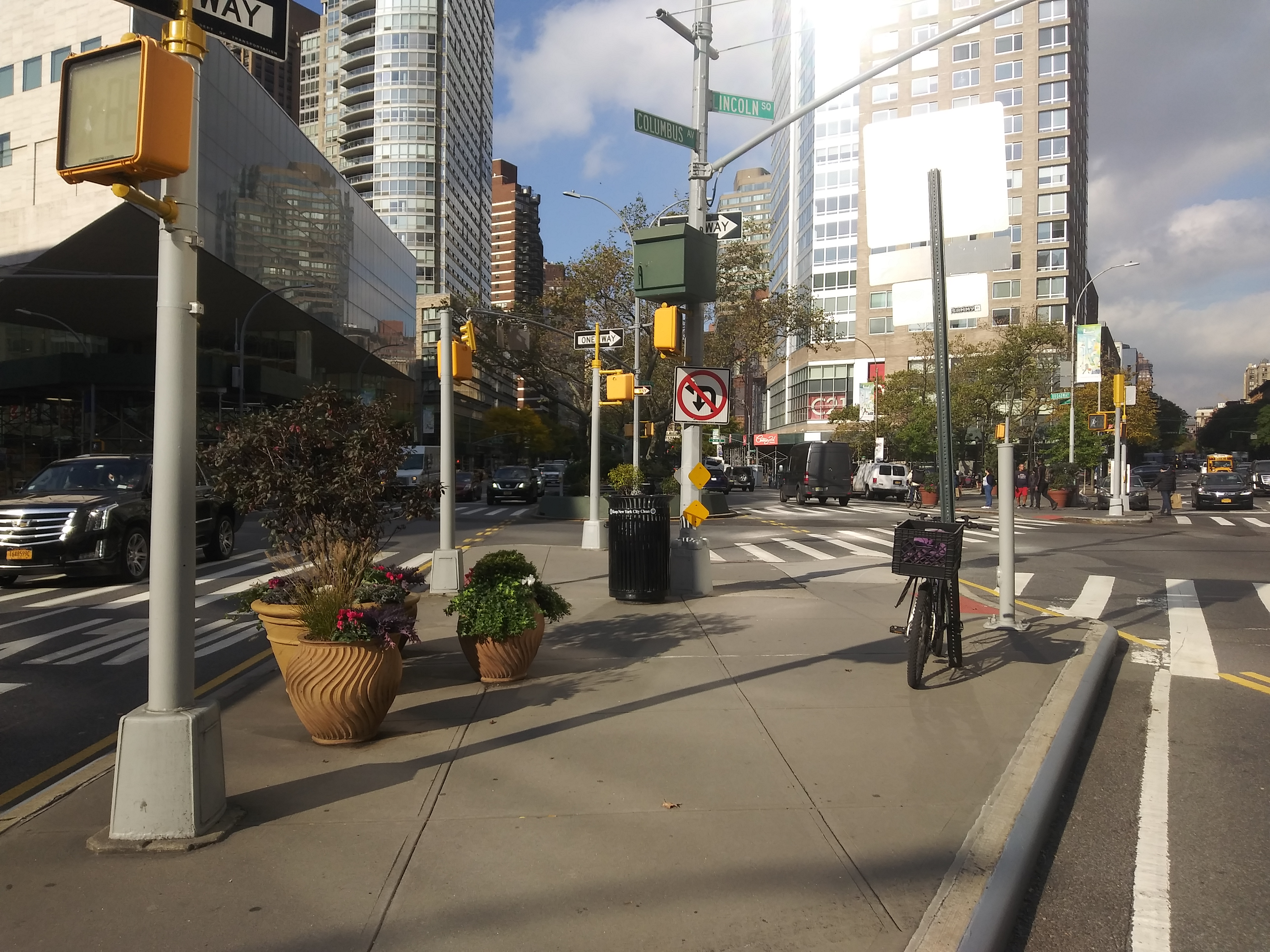
Vista ao norte do lado sul de Lincoln Square, a ilha na rua que da seu nome ao vizinhança de Lincoln Center

Lincoln Square é um bairro da cidade de Nova Iorque, localizado na borough de Manhattan, assim como uma praça, ambos localizados em Upper West Side. Lincoln Square se encontra no centro da intersecção da Broadway e da Avenida Columbus, entre as 65th Street West e 66th Street West. A área é servida pela estação 66th Street–Lincoln Center- IRT Broadway–Seventh Avenue Line.